# Franciszek Adamkiewicz

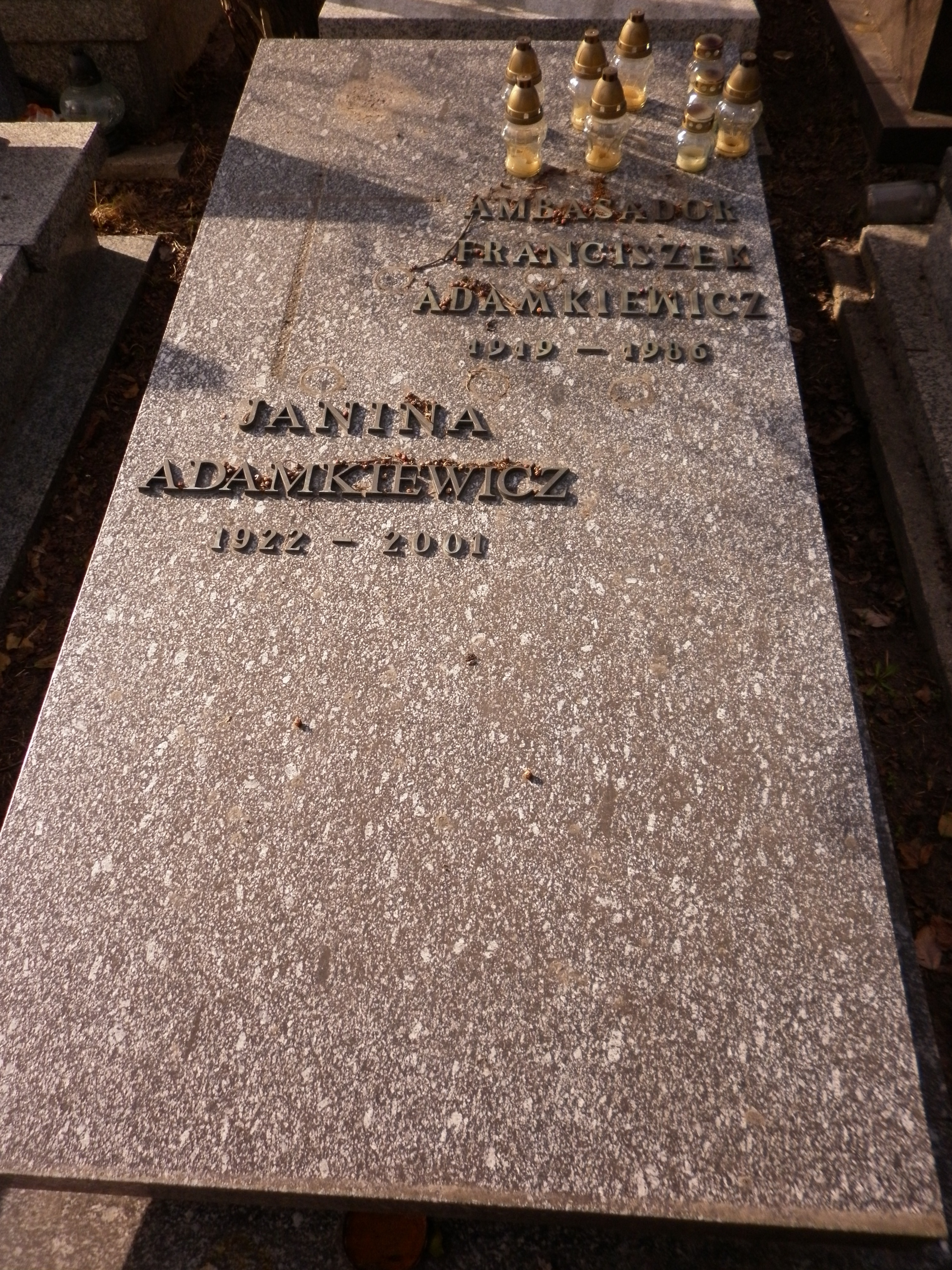
Nagrobek Franciszka Adamkiewicza na Cmentarzu Wojskowym na Powązkach

Franciszek Adamkiewicz (ur. 28 września 1919 w Gladbeck, zm. 28 kwietnia 1986 w Warszawie) – polski inżynier, dyplomata i polityk, w latach 1976–1980 minister przemysłu maszyn ciężkich i rolniczych.

## Życiorys
Syn Władysława i Katarzyny. W 1948 ukończył Szkołę Inżynierską w Poznaniu, następnie w 1962 studia na Politechnice Poznańskiej, po czym otrzymał stopień doktora nauk technicznych. W latach 1940–1941 był robotnikiem w mleczarni w Jarocinie, po czym do 1945 był księgowym i głównym księgowym Banku w Jarocinie. W 1946 rozpoczął pracę w Zakładach Przemysłu Metalowego „H. Cegielski” jako robotnik, następnie obejmował kolejne stanowiska w zakładzie pracy, w latach 1967–1971 naczelny dyrektor.
W 1959 wstąpił do Polskiej Zjednoczonej Partii Robotniczej. W 1971 został podsekretarzem stanu w Ministerstwie Przemysłu Ciężkiego (od 1973 do 1976 I zastępca ministra), następnie w latach 1976–1980 był ministrem przemysłu maszyn ciężkich i rolniczych w rządzie Piotra Jaroszewicza i Edwarda Babiucha.
W latach 1980–1983 był ambasadorem PRL w Austrii. Pochowany na cmentarzu Powązki Wojskowe w Warszawie (kwatera 39C-5-6).

## Odznaczenia
- Srebrny Krzyż Zasługi (1955)[2]
- Medal 10-lecia Polski Ludowej (1955)[3].